# Wat Ratchabophit (phó quận)
Wat Ratchabophit (tiếng Thái: วัดราชบพิธ, phát âm [wát râːt.t͡ɕʰā.bɔ̄ː.pʰít]) là một khwaeng (phó quận) ở quận Phra Nakhon, Băng Cốc.

## Tên gọi
Phó quận được đặt tên theo Wat Ratchabophit, một chùa Phật giáo nổi tiếng trong vùng. Được xây dựng bởi Vua Chulalongkorn (Rama V) vào năm 1869 và hoàn thành vào năm 1870. Nó nhỏ, yên tĩnh nhưng là một chùa quan trọng, tên của nó có nghĩa là "Chùa được xây dựng bởi Vua". Một ngôi chùa khác của Vua Chulalongkorn nằm cạnh Wat Benchamabophit (Chùa Phật Ngọc), nó còn là ngôi chùa của Vua Prajadhipok (Rama VII).

## Địa lý
Wat Ratchabophit được xem là khu vực trung tâm ở phía Nam quận. Toàn bộ khu vực này nằm trong Đảo Rattanakosin (khu vực phố cổ của Băng Cốc toàn bộ được vây bởi nước giống như một hòn đảo).
Các khu vực lân cận (phía Bắc theo chiều kim đồng hồ): San Chaopho Suea, Sao Chingcha (Đường Bamrung Mueang là ranh giới), Samran Rat (Đường Siri Phong là ranh giới), Wang Burapha Phirom (Khlong Lot Wat Ratchabophit là ranh giới), và Phra Borom Maha Ratchawang (Khlong Khu Mueang Doem là ranh giới).

## Địa điểm
- Wat Ratchabophit và nghĩa trang hoàng gia
- Wat Suthat
- Sao Chingcha
- Bộ Nội vụ
- Chợ Trok Mo[4]

## Hình ảnh

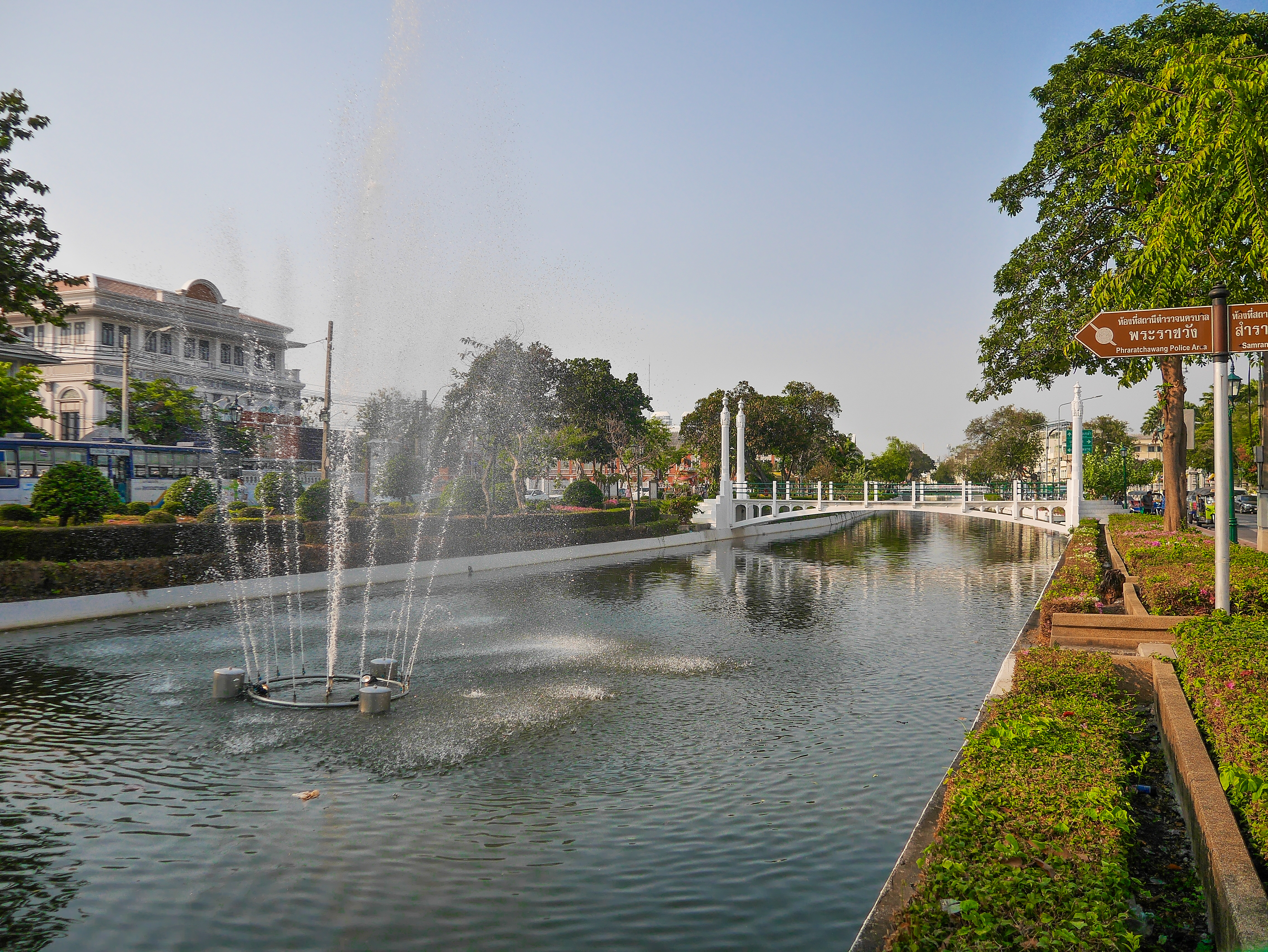
Khlong Khu Mueang Doem (hào nước cổ) bên trái: Phra Borom Maha Ratchawang, bên phải: Wat Ratchabophit
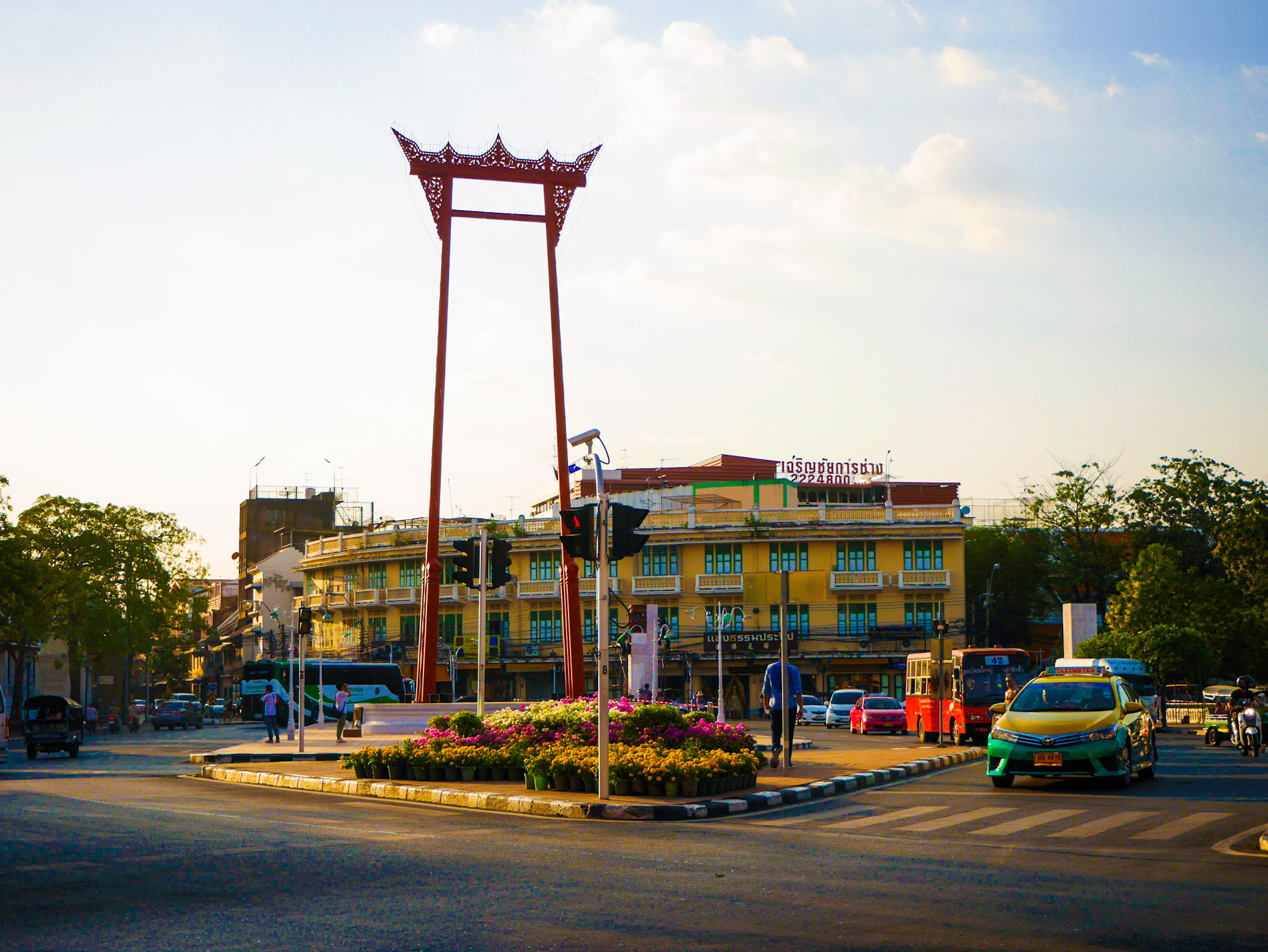
Sao Chingcha
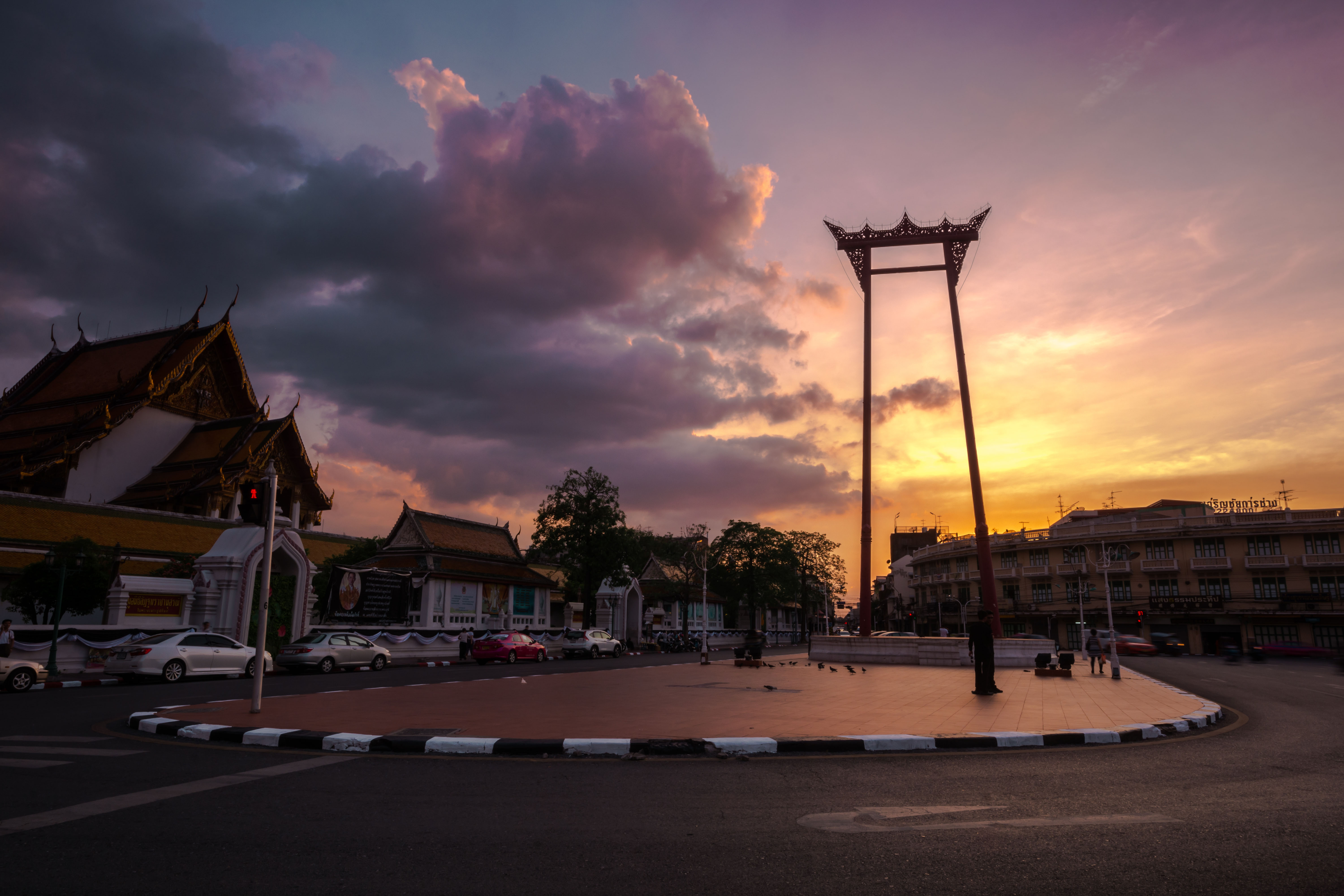
Sao Chingcha và Wat Suthat
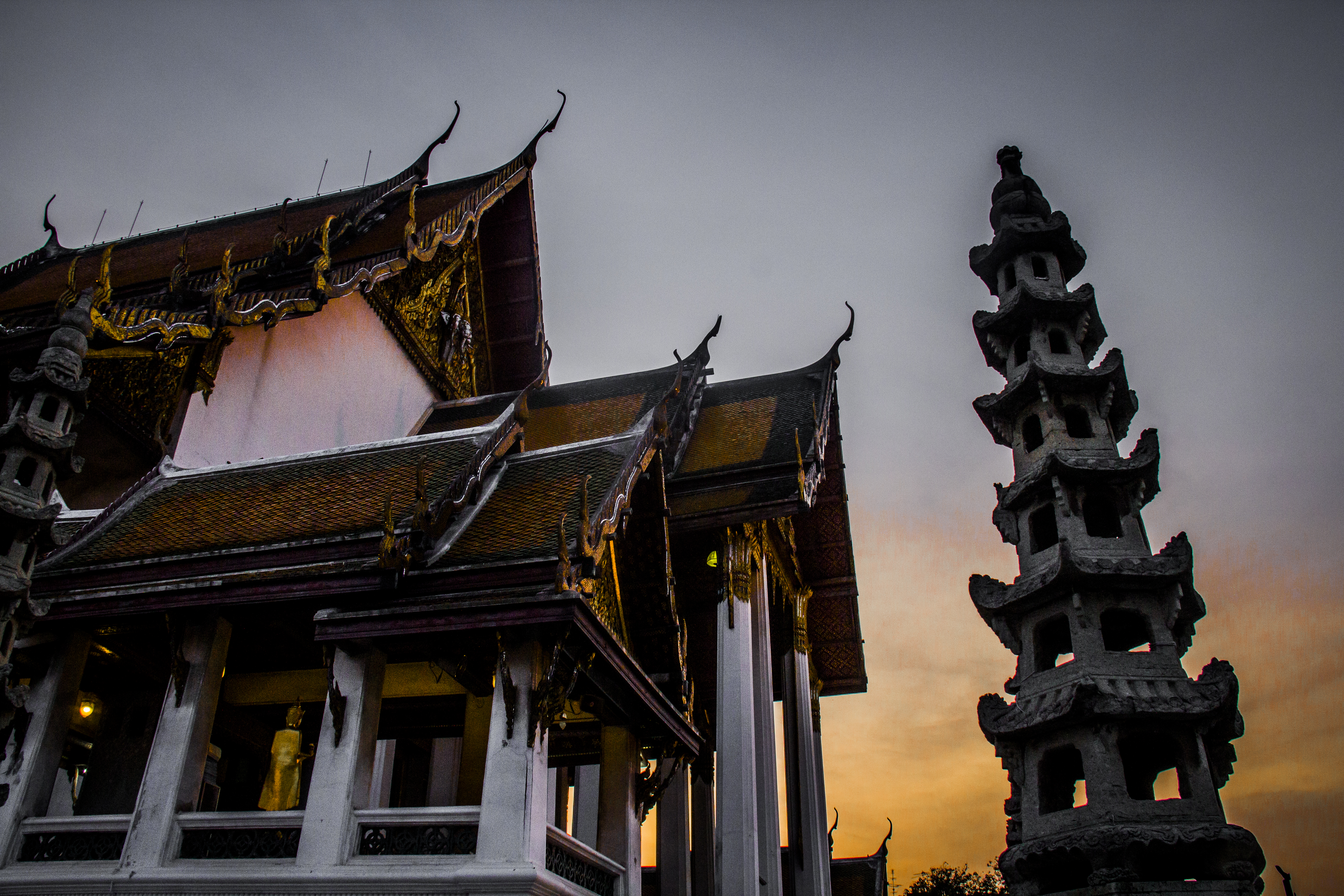
Wat Suthat
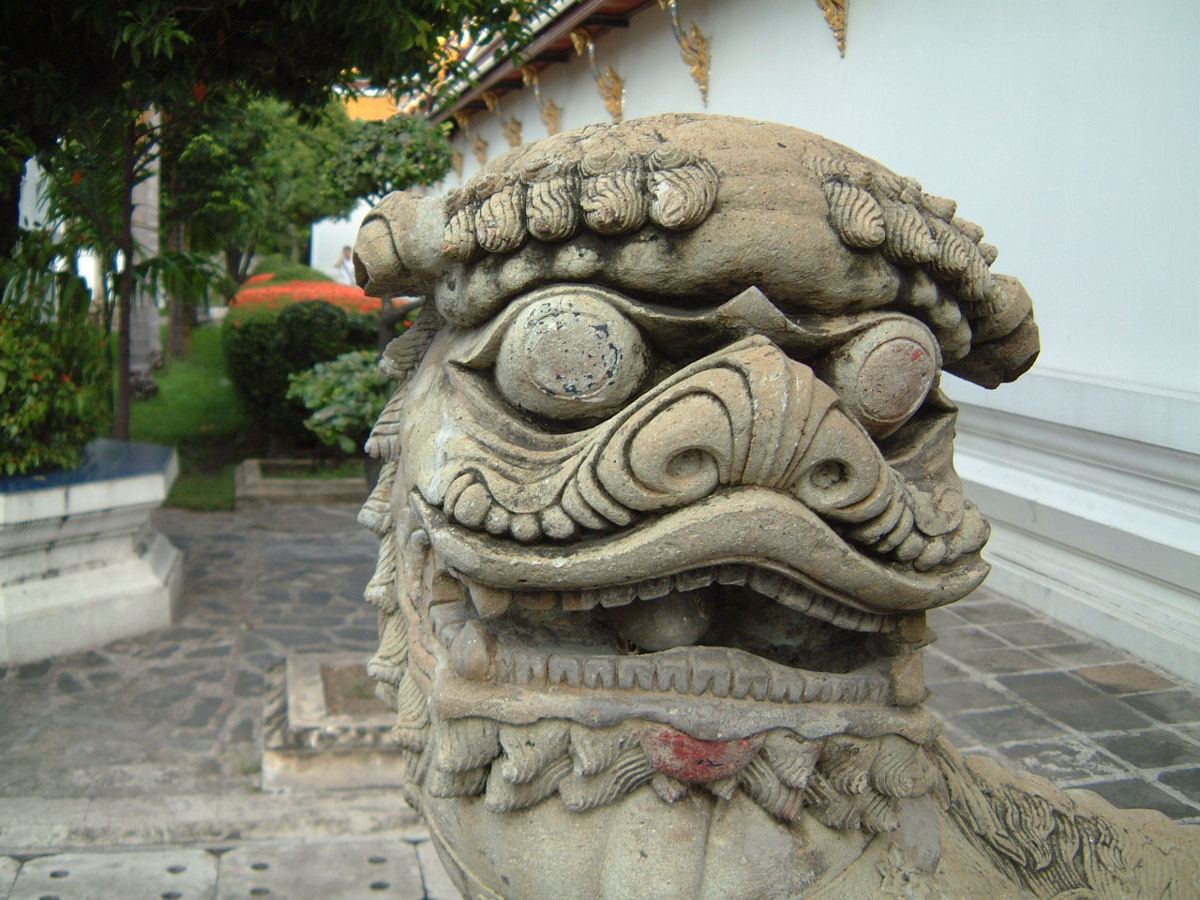
Sư tử đá Trung Quốc tại Wat Suthat